# Fuzarioza

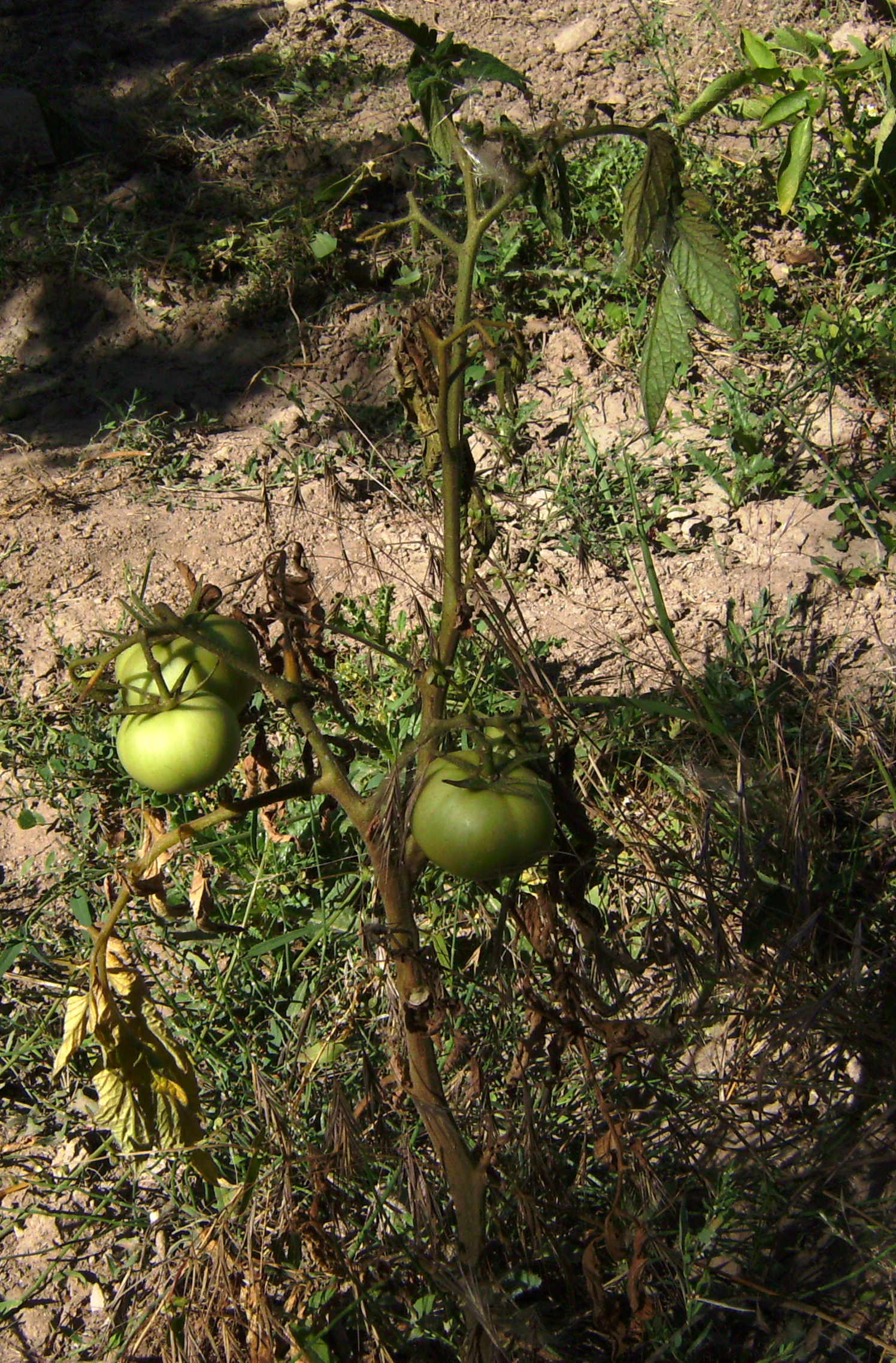
Fuzaryjne więdnięcie pomidora

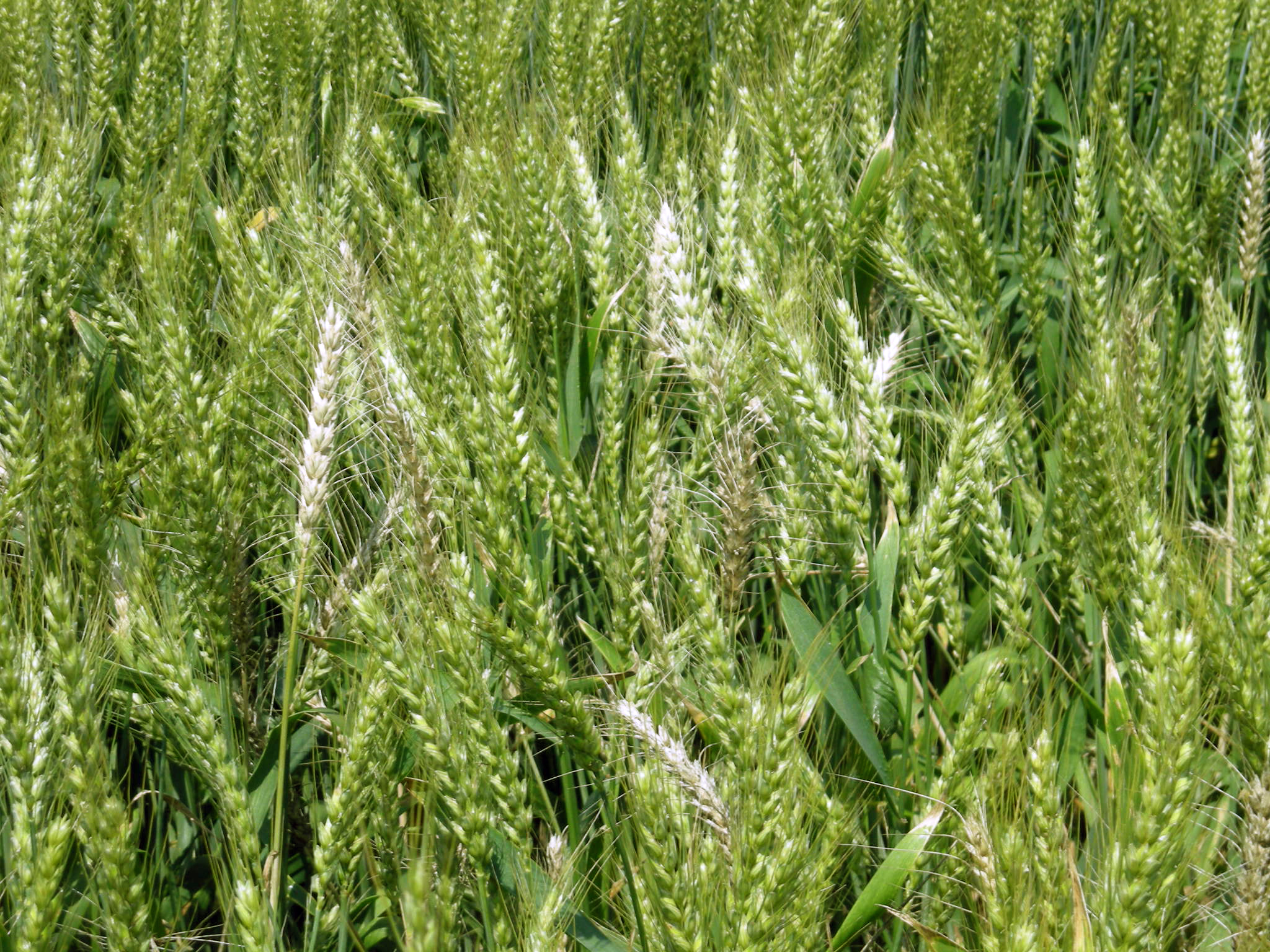
Fuzarioza zbóż

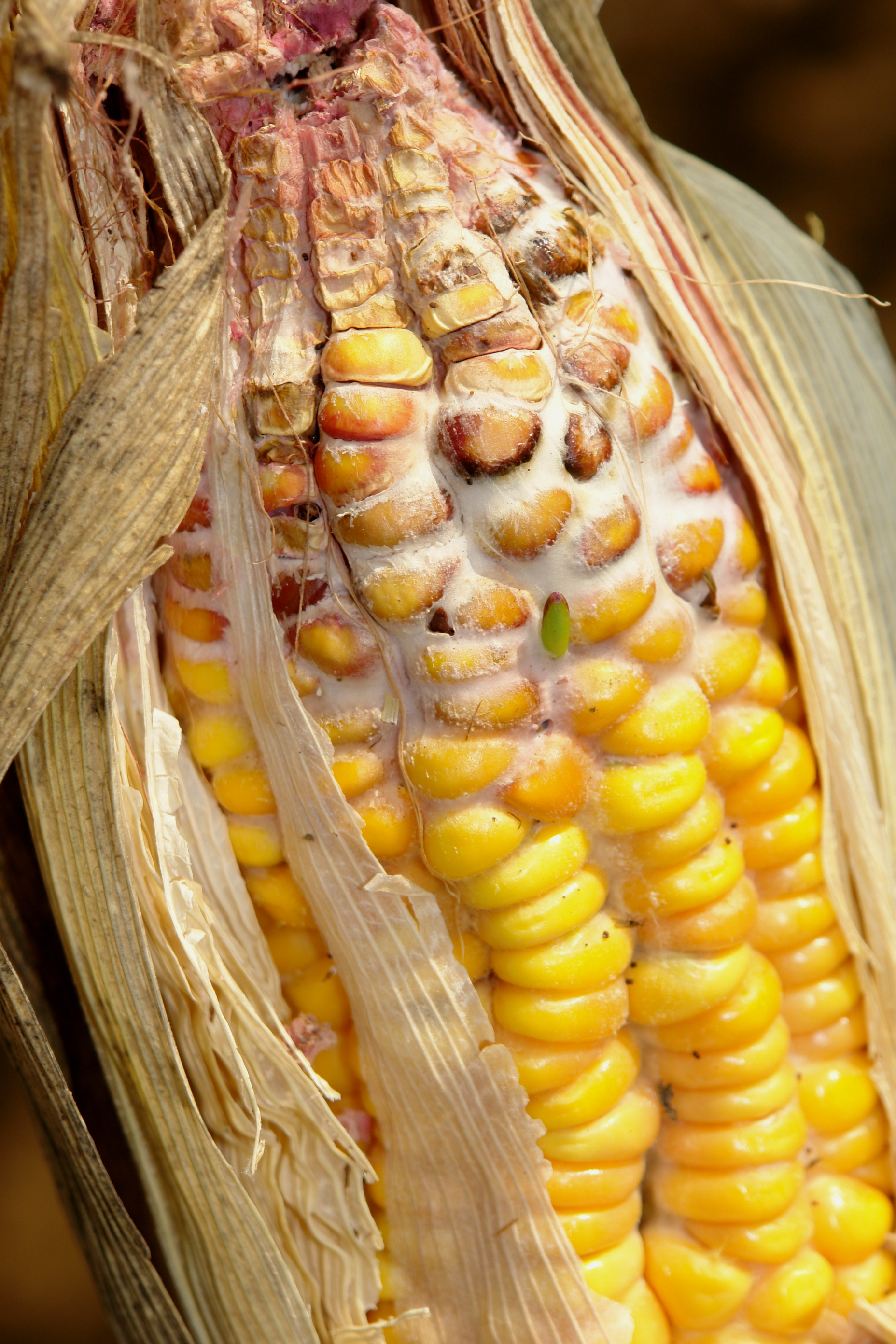
Fuzarioza kukurydzy

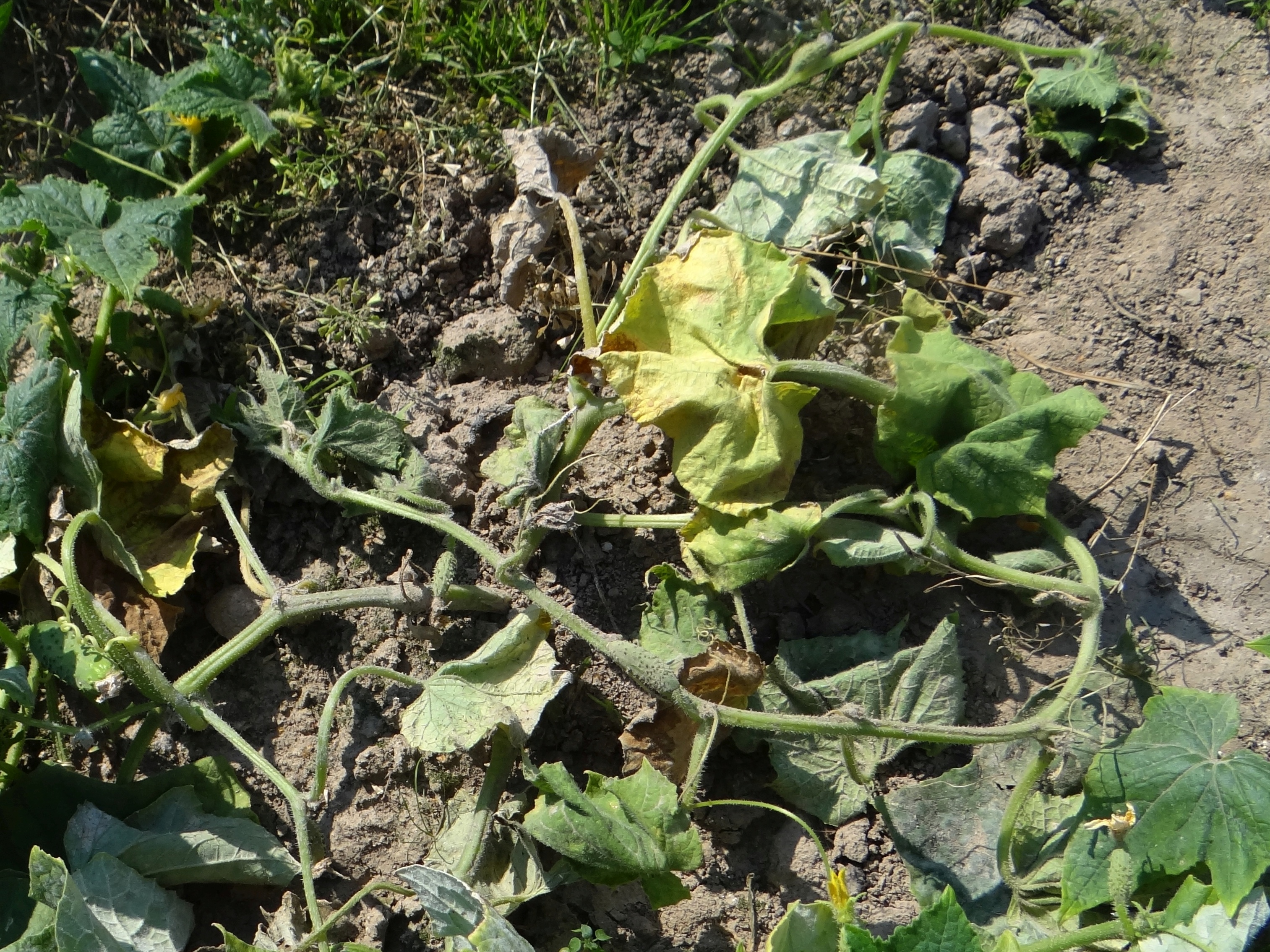
Fuzaryjne więdnięcie ogórka

Fuzariozy (ang. Fusariosis) – zbiorcza nazwa chorób roślin wywołanych przez niektóre gatunki grzybów z rodziny gruzełkowatych (Nectriaceae). Dawniej opisywano je jako gatunki z rodzaju Fusarium, stąd nazwa tych chorób. W aktualnych jednak ujęciach taksonomicznych według Index Fungorum gatunki wywołujące te choroby należą również do innych rodzajów (Gibberella, Microdochium i in.).

## Szkodliwość
Fuzariozy należą do najgroźniejszych chorób grzybowych zagrażających uprawom kukurydzy oraz zbóż drobnoziarnistych (pszenica, pszenżyto, żyto, jęczmień). Występują powszechnie na całym świecie. Są przyczyną olbrzymich strat gospodarczych, które wynikają z wysokiej patogeniczności zarodników, możliwości długoletniego przebywania patogenów w glebie i toksyczności wytwarzanych metabolitów zwanych mykotoksynami.
Rozwojowi choroby sprzyjają wysoka wilgotność powietrza, temperatury w zakresie 15–26 °C oraz duże nasłonecznienie. Do głównych przyczyn wzrostu porażenia upraw rolniczych przez Fusarium należą stosowane w nowoczesnym rolnictwie uprawy monokultur bez tradycyjnego płodozmianu, oszczędnościowy system upraw (minimal tillage system) oraz jednostopniowy zbiór upraw.

## Objawy
Objawami są więdnięcie i usychanie liści. Rośliny są porażane w różnych fazach rozwojowych, powodując choroby przed- i powschodowe, m.in.: zgorzel siewek, zamieranie ziarna, choroby podsuszkowe, fuzarioza kłosów oraz fuzaryjna zgorzel podstawy źdźbła i korzeni. Charakterystyczną cechą ułatwiającą rozpoznanie tej choroby na polu są pomarańczowe lub różowe skupienia zarodników grzyba, nadające łanowi specyficzny odcień, występujący przeważnie miejscowo. Zarodniki można znaleźć na plewkach i plewach, osadce kłosowej, źdźble u nasady kłosa, a także na ziarniakach. Efektem porażenia tym grzybem przy wczesnej infekcji (a więc przed lub podczas kwitnienia) zazwyczaj jest pusty kłos, gdyż ziarniaki mogą się nie wykształcić. Przy późniejszym porażeniu (w trakcie nalewania ziarniaków) ziarno będzie pośrednie, a ponadto trzeba liczyć się z obecnością mykotoksyn.

## Ochrona
Są to choroby bardzo trudne, a często niemożliwe do leczenia. Sukces można osiągnąć tylko przez wielokierunkową, integrowaną ochronę roślin. Podstawowymi zabiegami ograniczającymi rozwój fuzarioz są:
- uprawa odmian odpornych
- zmianowanie roślin
- stosowanie kwalifikowanego materiału siewnego oraz zaprawianie nasion i cebulek
- stosowanie biologicznych fungicydów opartych na szczepie Trichoderma harzianum
- niszczenie pierwotnych źródeł infekcji poprzez podorywkę i głęboką orkę
- usuwanie resztek pożniwnych, a w ogrodzie porażonych roślin
- właściwe nawożenie, z zachowaniem odpowiednich proporcji nawozów NPK

Przy uprawie odmian podatnych na fuzariozę, lub przy podejrzeniu zagrożenia fuzariozą, zaleca się stosowanie profilaktycznie ochrony chemicznej. Stosuje się do tego celu fungicydy triazolowe, benzimidazolowe, i oparte na strobilurynie. Należy je stosować kilkakrotnie w sezonie wegetacyjnym.

## Fuzariozy roślin uprawnych
Wśród uprawianych w Polsce drzew i krzewów owocowych, zbóż, warzyw i roślin paszowych występują następujące fuzariozy:

- fuzarioza chmielu
- fuzarioza dyni oleistej
- fuzarioza drzew ziarnkowych
- fuzarioza grochu
- fuzarioza kukurydzy
- fuzarioza lnu
- fuzarioza łubinu
- fuzarioza maliny
- fuzarioza nasienników marchwi
- fuzarioza seradeli
- fuzarioza soi
- fuzarioza truskawki
- fuzarioza kłosów zbóż
- fuzarioza kolb kukurydzy
- fuzaryjna zgnilizna cebuli
- fuzaryjna zgnilizna główek kapusty
- fuzaryjna zgorzel bobiku
- fuzaryjna zgorzel bobu
- fuzaryjna zgorzel dyniowatych
- fuzaryjna zgorzel fasoli
- fuzaryjna zgorzel grochu
- fuzaryjna zgorzel kopru
- fuzaryjna zgorzel lucerny
- fuzaryjna zgorzel łodyg kukurydzy
- fuzaryjna zgorzel łubinu
- fuzaryjna zgorzel podstawy źdźbła i korzeni zbóż
- fuzaryjna zgorzel pomidora
- fuzaryjna zgorzel topinambura
- fuzaryjna zgorzel wyki
- fuzaryjne więdnięcie fasoli
- fuzaryjne więdnięcie grochu
- fuzaryjne więdnięcie lucerny
- fuzaryjne więdnięcie melona
- fuzaryjne więdnięcie ogórka
- fuzaryjne więdnięcie pomidora
- fuzaryjne więdnięcie ziemniaka
- fuzaryjne żółknięcie buraka
- pleśń śniegowa
- sucha zgnilizna bulw ziemniaka
- zgnilizna podstawy i pędu gryki
- zgorzel fuzaryjna traw
- zgorzel siewek
- zgorzel szparaga[4].

Liczne są także fuzariozy roślin ozdobnych.